# 한국베링거인겔하임
한국베링거인겔하임(영어: Boehringer Ingelheim Korea)은 독일의 제약 회사인 베링거인겔하임의 대한민국 법인이자 대한민국의 제약 회사이다. 1976년에 합작 회사 형식으로 설립되었으며 2017년에 일반 의약품 사업을 사노피-아벤티스코리아에 양도하였다.

## 제품
전문의약품
- 자디앙
- 트라젠타
- 프라닥사
- 프락스바인드
- 트윈스타
- 오페브
- 바헬바레스피맷
- 스피리바레스피맷
- 지오트립

동물약품
- 브로드라인
- 넥스가드 스펙트라
  - 넥스가드 캣 콤보
- 하트가드 플러스
- 리콤비텍
- 퓨어박스